# 126 (число)
Вижте пояснителната страница за други значения на 126.
126 (сто двадесет и шест) е естествено, цяло число, следващо 125 и предхождащо 127.
Сто двадесет и шест с арабски цифри се записва „126“, а с римски цифри – „CXXVI“. Числото 126 е съставено от три цифри от позиционните бройни системи – 1 (едно), 2 (две), 6 (шест).

## Общи сведения
- 126 е четно число.
- 126-ият ден от годината е 6 май.
- 126 е година от Новата ера.

## Любопитни факти
- Дължината на река Места на българска територия е 126 km.